# Najodważniejsi z wrogów
Najodważniejsi z wrogów (ang. None But the Brave, jap. 勇者のみ Yūsha nomi) – amerykańsko-japoński dramat wojenny z 1965 roku w reżyserii Franka Sinatry. 
Jedyny film jaki wyreżyserował Frank Sinatra. 

## Opis fabuły
II wojna światowa na Pacyfiku. Na niewielkiej wysepce tkwi na swoim posterunku pluton japońskich żołnierzy. Nie posiadają oni łączności ze światem, więc ich dowódca – por. Kuroki, wobec braku rozkazów, postanawia zbudować łódź na której jego oddział będzie mógł przedostać się do jakichś miejsc stacjonowania japońskiej armii. Wkrótce jednak na wyspie rozbija się amerykański samolot transportowy z żołnierzami na pokładzie. Ocaleli z katastrofy Amerykanie szybko orientują się, że na wyspie stacjonują Japończycy i postanawiają przejąć ich łódź. Japończycy nie dają się jednak zaskoczyć – każda kolejna próba Amerykanów kończy się niepowodzeniem i stratami dla obydwu stron. Walczący postanawiają w końcu zawrzeć rozejm i z czasem przestają patrzeć na siebie jak na wrogów. Po pewnym czasie do wyspy przybija amerykańska ekspedycja ratunkowa. Dowódca Amerykanów – kpt. Bourke – proponuje por. Kurokiemu kapitulację jego oddziału. Jednak niewola jest dla japońskiego oficera czymś nie do przyjęcia. Woli walczyć i nawet zginąć niż zostać jeńcem. Dochodzi do kolejnego krwawego i niepotrzebnego starcia, w wyniku którego giną wszyscy żołnierze Kurokiego, łącznie z nim samym. Straty ponoszą również Amerykanie – tylko kpt. Bourke i dwóch jego ludzi pozostają przy życiu. 

## Role

### Japończycy
- Tatsuya Mihashi – por. Kuroki
- Takeshi Katō – sierż. Tamura
- Homare Suguro – st. kpr. Hirano
- Kenji Sahara – kpr. Fujimoto
- Mashahiko Tanimura – st. szer. Ando
- Tōru Ibuki – szer. Arikawa
- Ryūchō Shunpūtei – szer. Okunda
- Hisao Dazai – szer. Tokumaru
- Susumu Kurobe – szer. Goro
- Takashi Inagaki – szer. Ishi
- Kenichi Hata – szer. Satō

### Amerykanie
- Clint Walker – kpt.  Bourke
- Frank Sinatra – lekarz
- Tommy Sands – p.por. Blair
- Brad Dexter – sierż. Bleeker
- Tony Bill – pilot Keller
- Sammy Jackson – kpr. Craddock
- Richard Bakalyan – Johnson
- Jimmy Griffin – szer. Dexter
- Christopher Dark – szer. Searcy
- Don Dorrell – szer. Hoxie
- Phillip Crosby – szer. Magee
- Howie Young – szer. Waller
- Roger Ewing – szer. Swensholm
- Richard Sinatra – szer. Roth

## Tytuł
Tytuł oryginalny filmu – None But the Brave został zaczerpnięty z ody znanego XVIII-wiecznego dramatopisarza angielskiego Johna Drydena pt. Alexander’s Feast.